# لیگ جهانی موج‌سواری
لیگ جهانی موج‌سواری (انگلیسی: World Surf League) سازمان اصلی ورزش موج‌سواری حرفه‌ای در سراسر جهان است. این سازمان از ۱۹۸۳ تا ۲۰۱۴ با عنوان اتحادیهٔ موج‌سواری حرفه‌ای (به انگلیسی: Association of Surfing Professionals) شناخته می‌شد. این سازمان را فرد همرینگز و رندی راریک در ۱۹۷۶ تأسیس کردند.